# Gens Acia
La gens Acia (en latín, gens Atia) fue un conjunto de familias de la Antigua Roma que compartían el nomen Acio. El primer exponente de la gens que adquirió importancia fue Lucio Acio, tribuno militar en el 178 a. C. Durante la guerra civil entre los partidarios de Julio César y los de Pompeyo, muchos Acios se implicaron abiertamente y tomaron parte en los combates a favor de uno de los dos. La gens Atia podría ser la misma familia de los Acios, individuos notables con este nombre que vivieron alrededor de un siglo después de los Acios principales, pero no se sabe si estaban emparentados.

## Origen
La gens no parece haber sido muy antigua, aunque algunos poetas la hacían descender de Atis Silvio, hijo de Alba Silvio, y padre de Capis Silvio. Atis fue el sexto rey de Alba Longa, antigua ciudad de Lacio, que según la tradición fue fundada por Ascanio, hijo de Eneas y por tanto es considerada la ciudad madre de Roma.

## Praenomina
Los Acios son notables por haber usado frecuentemente algunos de los más comunes praenomina de la antigua Roma; entre ellos Lucio, Marco, Cayo, Publio y Quinto.

## Cognomina
Los cognomina de los Acios fueron Balbo, Rufo y Varo. Los Acios Balbos provenían de la ciudad de Aricia. El estudioso veneciano Paolo Manuzio especuló que la familia de los Labienos perteneciera a esta gens, parecer seguido por la mayor parte de los escritores modernos,[cita requerida] excepto Ezechiel Spanheim.